# Cadre-45/2-Weltmeisterschaft 1931

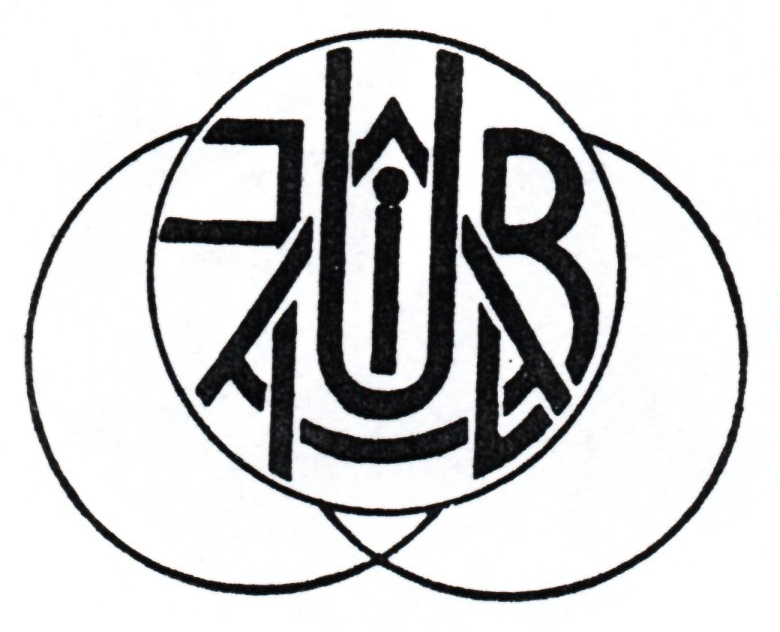
Logo UIFAB (ausrichtender Verband)

Veranstaltungsort: Genf

Die Cadre-45/2-Weltmeisterschaft 1931 war die 24. Weltmeisterschaft, die bis 1947 im Cadre 45/2 und ab 1948 im Cadre 47/2 ausgetragen wurde. Das Turnier fand vom 27. April bis zum 3. Mai 1931 in Genf statt. Es war die zweite Billard-Weltmeisterschaft in der Schweiz.

## Geschichte
Albert Poensgen aus Düsseldorf war der erste deutsche Amateur-Billardweltmeister. Bei seiner zweiten Weltmeisterschaftsteilnahme nach 1906, wo er den zweiten Platz belegte, reichte es diesmal zum ganz großen Erfolg. 1926 in Philadelphia schaffte diesen Erfolg bei den Profis schon der aus Stuttgart stammende Erich Hagenlocher. Nachdem 1930 allgemein geschrieben wurde, dass der Belgier Victor Luypaerts etwas glücklich Weltmeister wurde, gab es diesmal keine Zweifel, dass der Sieg verdient war. Die einzige Niederlage kassierte Poensgen in der Qualifikation gegen den Franzosen Jean de Gasparin, der sich nicht für das Hauptturnier qualifizieren konnte. Auch bei dieser Weltmeisterschaft gab es einen neuen Amateur Weltrekord. Gustave van Belle verbesserte die erst 1930 aufgestellte Bestleistung im besten Einzeldurchschnitt (BED) von 66,66 auf 80,00.

## Turniermodus
Es wurden zwei Qualifikationsgruppen mit sechs und fünf Akteuren gespielt. Die besten vier jeder Gruppe spielten das Hauptturnier. Die Qualifikationsergebnisse der qualifizierten Spieler wurden ins Hauptturnier übernommen.
| MP    | Match Points (Sieger = 2; Unentschieden = 1; Verlierer = 0) |
| Pkte. | Erzielte Karambolagen                                       |
| Aufn. | Benötigte Versuche                                          |
| GD    | Generaldurchschnitt                                         |
| BED   | Bester Einzeldurchschnitt eines Spielers                    |
| HS    | Höchstserie                                                 |
|       | Bester GD des Turniers                                      |
|       | Bester ED des Turniers                                      |
|       | Beste HS des Turniers                                       |
|       | 1. Platz (Gold)                                             |
|       | 2. Platz (Silber)                                           |
|       | 3. Platz (Bronze)                                           |

| Platz                      | Name              | MP   | Pkte. | Aufn. | GD    | BED   | HS  |
| -------------------------- | ----------------- | ---- | ----- | ----- | ----- | ----- | --- |
| 1                          | Théo Moons        | 10:0 | 2000  | 90    | 22,22 | 28,57 | 136 |
| 2                          | Gustave van Belle | 6:4  | 1877  | 85    | 22,08 | 40,00 | 135 |
| 3                          | Edmond Soussa     | 6:4  | 1875  | 90    | 20,83 | 44,44 | 110 |
| 4                          | Walter Baltus     | 6:4  | 1791  | 111   | 16,13 | 22,22 | 117 |
| 5                          | Juan Butrón       | 2:8  | 886   | 115   | 7,70  | 10,75 | 73  |
| 6                          | Rudolphe Agassiz  | 0:10 | 927   | 120   | 7,72  | –     | 64  |
| Gruppendurchschnitt: 15,31 |                   |      |       |       |       |       |     |

| Platz                      | Name             | MP  | Pkte. | Aufn. | GD    | BED   | HS  |
| -------------------------- | ---------------- | --- | ----- | ----- | ----- | ----- | --- |
| 1                          | Albert Corty     | 6:2 | 1369  | 71    | 19,28 | 23,52 | 93  |
| 2                          | Albert Poensgen  | 6:2 | 1567  | 85    | 18,43 | 26,66 | 107 |
| 3                          | Jan Dommering    | 4:4 | 1325  | 92    | 14,40 | 19,04 | 89  |
| 4                          | Victor Luypaerts | 2:6 | 1505  | 88    | 17,10 | 19,04 | 134 |
| 5                          | Jean de Gasparin | 2:6 | 1100  | 96    | 11,45 | 18,18 | 63  |
| Gruppendurchschnitt: 15,89 |                  |     |       |       |       |       |     |

Hier wurde im Round-Robin-System bis 400 Punkte gespielt. Bei MP-Gleichstand (außer bei Punktgleichstand beim Sieger) wird in folgender Reihenfolge gewertet:
1. MP = Matchpunkte
2. GD = Generaldurchschnitt
3. HS = Höchstserie

## Abschlusstabelle
| MP    | Match Points (Sieger = 2; Unentschieden = 1; Verlierer = 0) |
| Pkte. | Erzielte Karambolagen                                       |
| Aufn. | Benötigte Versuche                                          |
| GD    | Generaldurchschnitt                                         |
| BED   | Bester Einzeldurchschnitt eines Spielers                    |
| HS    | Höchstserie                                                 |
|       | Bester GD des Turniers                                      |
|       | Bester ED des Turniers                                      |
|       | Beste HS des Turniers                                       |
|       | 1. Platz (Gold)                                             |
|       | 2. Platz (Silber)                                           |
|       | 3. Platz (Bronze)                                           |

| Platz                      | Name              | MP   | Pkte. | Aufn. | GD    | BED   | HS  |
| -------------------------- | ----------------- | ---- | ----- | ----- | ----- | ----- | --- |
| 1                          | Albert Poensgen   | 14:0 | 2800  | 133   | 21,05 | 28,57 | 145 |
| 2                          | Théo Moons        | 10:4 | 2584  | 110   | 23,58 | 28,57 | 140 |
| 3                          | Gustave van Belle | 8:6  | 2552  | 100   | 25,52 | 80,00 | 207 |
| 4                          | Albert Corty      | 8:6  | 2393  | 118   | 20,27 | 25,00 | 173 |
| 5                          | Edmond Soussa     | 6:8  | 2463  | 120   | 20,52 | 44,44 | 110 |
| 6                          | Walter Baltus     | 4:10 | 2380  | 155   | 15,35 | 22,22 | 141 |
| 7                          | Jan Dommering     | 4:10 | 1650  | 134   | 12,31 | 19,04 | 85  |
| 8                          | Victor Luypaerts  | 2:12 | 2260  | 128   | 17,65 | 40,00 | 138 |
| Turnierdurchschnitt: 19,12 |                   |      |       |       |       |       |     |